# Canton de Montauban-3
Le canton de Montauban-3 est une circonscription électorale française du département de Tarn-et-Garonne et de la région Occitanie.

## Histoire
Le canton est créé en 1973, lors du redécoupage de la ville en quatre cantons. Montauban était auparavant divisée entre les cantons de Montauban-Est et de Montauban-Ouest.
Il est modifié par le décret du 27 février 1991 créant les cantons de Montauban-5 et Montauban-6.
À la suite du redécoupage cantonal de 2014, les limites territoriales du canton sont remaniées. Le nombre de communes du canton passe de 1+1 fraction à une fraction de commune.

## Représentation

### Représentation de 1973 à 2015
| Période | Période | Identité               | Étiquette               | Qualité |
| ------- | ------- | ---------------------- | ----------------------- | --- |
| 1973    | 1988    | Louis-Jean Delmas      | PS                      | Instituteur Député (1962-1968) Maire de Montauban (1965-1983),président du conseil général (1982-1985) Ancien conseiller général du canton de Montauban-Ouest (1963-1973) |
| 1988    | 1994    | Pierre Blanc           | PS                      | Secrétaire général de l'administration de la police de Paris puis Préfet Directeur de la société d'économie mixte d'aménagement de Montauban                              |
| 1994    | 2015    | Jean-Pierre Quéreilhac | UDF puis MoDem puis UMP | Responsable de laboratoire d'analyses agricoles retraité, Montauban |

### Représentation depuis 2015
| Période élective | Période élective | Mandat | Mandat   | Identité           | Nuance | Nuance | Qualité                                                                                   |
| ---------------- | ---------------- | ------ | -------- | ------------------ | ------ | ------ | ----------------------------------------------------------------------------------------- |
| 2015             | 2021             | 2015   | 2021     | Brigitte Barèges   |        | LR     | Députée (2002-2012) Maire de Montauban (2001-2021) Condamnée à de l'inéligibilité en 2021 |
| 2015             | 2021             | 2021   | 2021     | Marie-Claude Berly |        | LR     | Adjointe au maire de Montauban                                                            |
| 2015             | 2021             | 2015   | 2021     | Pierre Mardegan    |        | LREM   | Médecin hospitalier 2e vice-président du conseil départemental Décès                      |
| 2015             | 2021             | 2021   | 2021     | Georges Darul      |        | DIV    | Chef d'entreprise à Montauban                                                             |
| 2021             | 2028             | 2021   | en cours | Clarisse Heulland  |        | LR     | Représentante médicale, adjointe au maire de Montauban                                    |
| 2021             | 2028             | 2021   | en cours | Bernard Pécou      |        | LR     | Chef d'entreprise, conseiller municipal de Montauban                                      |

Au second tour des élections départementales de 2015, Brigitte Barèges et Pierre Mardegan (union de la droite) sont élus avec 58 % des suffrages exprimés face à Angèle Feres-Massol et Claude Mouchard (PS). Juste avant les élections départementales de 2021, Brigitte Barèges est condamnée à une peine d’inéligibilité et Pierre Mardegan meurt, ce qui conduit à leur remplacement par leurs suppléants, respectivement Marie-Claude Berly et Georges Darul.

## Composition

### Composition de 1973 à 1991
Le canton de Montauban-3 était formé de la portion de territoire de la ville de Montauban délimitée par l'axe des voies ci-après : chemin n° 70, rue Édouard-Forestier, lieudit La Lande Haute, rue Marcel-Guerret, rue Charles-Gounod, rue Jules-Massenet, rue Édouard-Forestier, boulevard Édouard-Herriot, rue de Selves, rue Parallèle, rue de Chambord, rue Irénée-Bonnafous, rue de Chambord, rue Parallèle, rue Félix-Faure, avenue Saint-Michel, boulevard Blaise-Doumerc, le lycée Michelet, boulevard Blaise-Doumerc, rue des Doreurs, le lycée Michelet, rue des Doreurs, boulevard Gustave-Garrisson, rue Henri-Marre, avenue Lacapelle jusqu'à la préfecture, rue de la République, la place Bourude, la rivière le Tarn, le pont Vieux, le musée Ingres, rue des Carmes, côte de Sapiac, les allées du Consul-Dupuy, le ruisseau le Tescou jusqu'au lieudit Les Trois Ponts, le chemin départemental n° 21 jusqu'à l'embranchement de la côte de l'Héritage, route nationale n° 99 jusqu'au lieudit Beausoleil Bas, le coteau de Beausoleil Haut le long de la voie communale n° 12 jusqu'au lieudit Saint-Martial et le ruisseau le Tescou jusqu'à la limite de la ville de Montauban.

### Composition de 1991 à 2015

Situation du Canton de Montauban-3 dans l'arrondissement de Montauban de 1991 à 2015.

Le canton de Montauban-3 était composé de :
- Léojac,
- la portion de territoire de la commune de Montauban délimitée par l'axe des voies ci-après: route de Léojac, rue du Ramiérou, rue Georges-Clemenceau, rue Édouard-Forestié, boulevard Édouard-Herriot, rue de Selves, boulevard Irénée-Bonnafous, rue Félix-Faure, avenue Charles-de-Gaulle, boulevard Blaise-Doumerc, boulevard Gustave-Garrisson, place Alexandre-Ier, avenue Gambetta, place du Maréchal-Foch, allées de Mortarieu, faubourg du Moustier, place Monseigneur-Théas, avenue de l'Héritage, avenue de Beausoleil, chemin des Lébrats, chemin rural n° 529, C.D. n° 92, et par les limites des communes de Saint-Nauphary et Léojac.

### Composition depuis 2015
| Nom                               | Code Insee | Intercommunalité   | Superficie (km2) | Population (dernière pop. légale)                | Densité (hab./km2) | Modifier                                    |
| --------------------------------- | ---------- | ------------------ | ---------------- | ------------------------------------------------ | ------------------ | ------------------------------------------- |
| Montauban (bureau centralisateur) | 82121      | CA Grand Montauban | 135,17           | Fraction : 22 145 (2022) Commune : 62 487 (2022) | 462                | modifier les données · modifier les données |
| Canton de Montauban-3             | 8208       |                    |                  | 22 145 (2022)                                    |                    | modifier les données                        |

Le canton est désormais composé de la partie de la commune de Montauban non comprise dans les cantons de Montauban-1 et de Montauban-2.

## Démographie

### Démographie avant 2015
| 1975 | 1982 | 1990   | 1999   | 2006   | 2011   | 2012   |
| ---- | ---- | ------ | ------ | ------ | ------ | ------ |
| -    | -    | 10 347 | 10 832 | 11 114 | 10 913 | 11 106 |

### Démographie depuis 2015
En 2022, le canton comptait 22 145 habitants, en évolution de +4,27 % par rapport à 2016 (Tarn-et-Garonne : +3,12 %, France hors Mayotte : +2,11 %).
| 2013   | 2018   | 2022   |
| ------ | ------ | ------ |
| 19 822 | 21 236 | 22 145 |